# Lalleyriat

Lalleyriat este o comună în departamentul Ain din estul Franței.